# A Cup of Love
A Cup of Love (originaltitel: Feast of Love) är en amerikansk film från 2007 regisserad av Robert Benton. Filmen är baserad på Charles Baxters bok The Feast of Love.

## Handling
Filmen handlar om kärlek ifrån Harrys (Morgan Freeman) synvinkel. Han ser hur folk blir kära, bland andra Bradley (Greg Kinnear) som efter att hans fru blivit kär i en annan kvinna ska försöka hitta kärleken igen. Man får också följa det unga paret Chloe och Oscar som blir förälskade och ser hur livet utspelar sig.

## Om filmen
Filmen spelades in i Portland, Oregon i augusti 2006. Den hade världspremiär i USA den 28 september 2007. Filmen har inte haft svensk biografpremiär utan släpptes på DVD den 4 juni 2008.

## Rollista
- Morgan Freeman - Harry Stevenson
- Greg Kinnear - Bradley Smith
- Radha Mitchell - Diana Croce
- Billy Burke - David Watson
- Selma Blair - Kathryn Smith
- Alexa Davalos - Chloe Barlow
- Jane Alexander - Esther Stevenson
- Fred Ward - Bat
- Missi Pyle	- Agatha Smith

## Musik i filmen
- The Way It Should Be, skriven av Steven M. Stern, Chris Pierce och Ted Greenberg
- Under The Waves, skriven av Pete Droge och Elaine Summers, framförd av Pete Droge
- Wicked World, skriven av Pete Droge och Elaine Summers, framförd av Jaime Wyatt
- Your Love Is Mine, skriven av Eddie Roberts, Simon Allen, Robert Birch, Peter Shand och Corinne Bailey Rae, framförd av The New Mastersounds featuring Corinne Bailey Rae
- Falling Slowly, skriven av Glen Hansard, framförd av The Frames
- Hallelujah, skriven av Leonard Cohen, framförd av Jeff Buckley
- Turn, skriven av Fran Healy, framförd av Travis
- Daylight Savings, skriven och framförd av Goh Nakamura
- Ghost, skriven och framförd av Darren Smith
- Forever Yours, skriven av Paul Singerman